# Tipsport Arena, Prag
Tipsport Arena är en inomhushall i Prag, Tjeckien. Namnet är sponsrat av spelbolaget Tipsport. Arenan har en publikkapacitet på 14 475 personer och den byggdes 1962. Den är hemmahall för HC Sparta Prag och HC Lev Prag. Arenan har fungerat som spelplats under världsmästerskapen i ishockey 1972, 1978, 1985 och 1992. 

## Tidigare namn
- Sportovní hala (1962-1999)
- Paegas Arena (1999-2002)
- T-Mobile Arena (2002-2008)
- Tesla Arena (2008-2011)